# IBM DisplayWriter System
El IBM 6580 Displaywriter System es una microcomputadora de 16 bits comercializada y vendida por la División de productos de oficina de IBM principalmente como un procesador de textos. Anunciado en junio de 1980 y efectivamente retirado del mercado en julio de 1986, el sistema se vendió con un Intel 8086 de 5 MHz, 128K a 448K de RAM, un monitor CRT monocromático de montaje giratorio, un teclado separado, una unidad de disquete de 8" separada con una o dos unidades, y una impresora de margarita o una impresora Selectric. El sistema operativo principal del Displaywriter era el software de procesamiento de textos desarrollado internamente por IBM titulado «Textpack», pero el UCSD p-System, CP/M-86 y MS-DOS también fueron ofrecidos por IBM, Digital Research y CompuSystems, respectivamente.

## Software

### Paquete de texto
El sistema operativo principal de Displaywriter, Textpack, es un paquete de procesamiento de texto que tenía como objetivo automatizar la creación y finalización de documentos. Se ofreció en seis variantes (1, E, 2, 3, 4 y 6), cada una progresivamente con más características. Estas características variaban desde la edición de texto básica con los paquetes de texto más bajos, E y 1, hasta poder revisar la ortografía, combinar correspondencia, generar automáticamente encabezados y pies de página, personalizar menú de accesos directos, guardar y recuperar macros, procesar aritmética sencilla y ejecutar simultáneamente programas adicionales de IBM, como una sesión de terminal 3278 con Textpack 6. Los Textpacks 4 y 6 también ofrecían la capacidad de combinar todos los discos de programa en un solo disquete DS DD, que luego también podría usarse para almacenar documentos si quedaba espacio en el disco.
Aunque técnicamente es capaz de realizar múltiples tareas, Textpack no es un sistema operativo de propósito general. Se inicia en un menú de funciones de paginación y edición de texto, con la opción de cargar también uno de varios programas complementarios de IBM, llamados «Programas de Características». Estos programas incluían: «Chartpack», un programa para crear gráficos comerciales que podrían insertarse en documentos mecanografiados; «Reportpack», un programa para crear y administrar listas de datos; «Paquete de idiomas», para proporcionar revisión ortográfica en 11 idiomas; «Diccionario de ortografía ampliado», que proporcionó revisión ortográfica de la terminología legal de los Estados Unidos; «Distribución electrónica de documentos», para compartir documentos de Displaywriter con un mainframe S/370; Comunicaciones Bisíncronas y Asíncronas; emulación de terminal 3277; emulación de terminal 3278; software de conversión de tarjetas magnéticas de IBM; un «programa de conexión de PC», que permitía compartir archivos y compartir discos fijos con una IBM PC/jr/XT; y también varias plantillas personalizadas para el procesamiento de datos especializados, que incluyen «Apoyo administrativo», «Recaudación de fondos para la educación», «Seguro de título», «Procesamiento de solicitantes» e «Informe de personal».
Según IBM, este enfoque escalonado con múltiples niveles de sistemas operativos y programas de características asociados fue un intento de hacer que Displaywriter fuera más económico para las empresas más pequeñas, que podían elegir un paquete de software más económico y luego actualizarlo según lo requirieran sus necesidades. El número de Textpack se puede aumentar sin tener que volver a comprar programas de funciones, y los nuevos programas de funciones generalmente se pueden usar sin tener que actualizar el número de Textpack. Dicho esto, las revisiones de los programas de funciones están relacionadas con el nivel de mantenimiento de los paquetes de texto para los que estaban destinados. Por ejemplo, una revisión de Textpack 4 de 1984 no podía usar una revisión de un disquete de características de 1982, requeriría una revisión de ese programa de características de 1984. IBM usó las etiquetas de disco de los discos de programa para determinar si un disco era compatible con otro. Si un disco de etiqueta no compatible se cambia a una etiqueta asociada con un disquete compatible, Displaywriter intentará ejecutar el software, pero ciertas funciones no funcionarán correctamente o Textpack se bloqueará por completo.
Dentro de Textpack, los discos siempre se formatean como 1D de 284 kB de capacidad, o 2D de 985 kB de capacidad, independientemente de la calificación real de un disco. Esta es una limitación de software de Textpack. Debido a que no hay una configuración para designar el tamaño del sector del disco, Textpack siempre elegirá un tamaño de sector de 256 bytes, lo que da como resultado las capacidades antes mencionadas. El formato que usaban los disquetes de almacenamiento, aunque similar al 3740, era de propiedad exclusiva. El texto creado en Textpack se almacena en una estructura de archivos exclusiva de Displaywriter y se codifica con EBCDIC de 8 bits. En este contexto, se utiliza EBCDIC de 8 bits para aprovechar los 256 caracteres completos disponibles por conjunto de tipos EBCDIC frente al máximo de 128 disponibles por conjunto de tipos ASCII. Displaywriter utiliza dos de estos conjuntos de tipos de 256 caracteres EBCDIC para hacer un total de 512 caracteres disponibles. Todos los caracteres se pueden cambiar en el software, pero el teclado solo puede acceder a 256 caracteres en un momento dado. Acceder a un carácter fuera de los 256 disponibles en el momento requiere un cambio de carácter, que se puede hacer usando el botón de cambio de teclado en el teclado mismo. Displaywriter también es compatible de forma nativa con el conjunto de códigos ASCII de 7 bits. Se puede acceder al conjunto de códigos ASCII dentro de Textpack mientras se usan las características de comunicación Asincrónica o Bisincrónica, donde Displaywriter convierte los caracteres EBCDIC almacenados en ASCII para la transmisión. Además, si el usuario desea escribir ASCII directamente durante una sesión de comunicación, puede cambiar el teclado al teclado N.º 103, que es el teclado ASCII estándar. Mientras está en modo ASCII, Displaywriter puede generar todos los caracteres ASCII imprimibles. Se puede acceder a los caracteres de control ASCII en cualquier momento, incluso en modo EBCDIC, presionando la tecla de control (la tecla en blanco arriba de REQST en el teclado), y luego presionando la tecla correspondiente en el bloque alfanumérico.

### UCSD p-System
UCSD p-System fue el sistema operativo oficial de «procesamiento de datos» para Displaywriter, ofrecido por IBM a través de un contrato con Softech Microsystems. Anunciado en septiembre de 1982 y disponible en diciembre de 1982, como parte del contrato, p-System fue ampliamente respaldado por Softech Microsystems y por IBM, que ofreció múltiples actualizaciones de funciones a medida que pasaba el tiempo. Al comprar UCSD p-System para Displaywriter, el comprador podía elegir entre p-System Runtime o p-System «Development System», que era lo mismo que Runtime, pero incluía un compilador BASIC o un Fortran-77, ensamblador 8086 o compilador PASCAL. IBM también vendió una actualización de software que proporcionaba a p-System las llamadas de E/S adecuadas para los puertos RS232 en la placa de comunicaciones de Displaywriter, así como una utilidad de conversión, titulada «B&H Exchange Utility», para convertir archovos de formato UCSD en archivos de formato «B&H», que es la estructura de archivos utilizada en System/23 Datamaster, System/36 y System/38. p-System no cobró mucha fuerza en Displaywriter, pero fue notablemente utilizado por el Departamento de Desarrollo Rural del USDA como el sistema operativo para el «Sistema de acción de servicio del programa de agricultores», que era un paquete de software personalizado escrito por la agencia de Desarrollo Rural. Los programas adicionales ofrecidos por IBM para Displaywriter p-System incluyeron: «Sistema de generación de informes y planificación financiera», que era una versión avanzada de Reportpack que incluía modelos financieros y una generación de informes más sencilla, «Utilidad QUICKSTART», que reducía el tiempo de carga de programas grandes, y «Money-Track», seguimiento financiero de Pacific Data Systems.

### CP/M-86
Digital Research anunció CP/M-86 v1.1 con BDOS 2.2 para Displaywriter en noviembre de 1981, y los pedidos comenzaron a enviarse en el primer trimestre de 1982. El lanzamiento contiene llamadas de E/S personalizadas y menús de configuración de impresora para el hardware privativo de Displaywriter. Es funcionalmente equivalente a CP/M-86 para IBM PC, pero con la advertencia de que las limitaciones del subsistema de disco del Displaywriter y la tarjeta gráfica impiden que sea posible la compatibilidad con HDD o gráficos rasterizados/vectoriales. Dicho esto, la mayoría del software CP/M-86 es compatible. Debido a la amplia variedad de arquitecturas de hardware que ejecutaban CP/M, la mayoría del software CP/M-86 tiene un menú de configuración de código de control de teclado y CRT, donde se puede ingresar la información adecuada para el Displaywriter. CP/M-86 originalmente estaba destinado a ser lanzado bajo contrato, similar a UCSD p-System, pero esto finalmente fracasó y, en cambio, Digital Research ofreció el sistema operativo de forma independiente. Como reflejo del acuerdo fallido, las revisiones de productos independientes se clasificaron como «Niveles de mantenimiento», que es un término interno de IBM que denota revisiones de software y no es un término utilizado en otros productos de Digital Research. Si bien el flujo de datos interno de Displaywriter es EBCDIC, Displaywriter ya era totalmente capaz de traducir el flujo de datos en salidas ASCII visualizables como parte de las funciones del software Textpack. Esta funcionalidad se utilizó para ejecutar CP/M-86 en modo ASCII. La versión preliminar de CP/M-86 tenía un teclado mapeado manualmente, pero la versión de producción utilizó las identificaciones de teclado producidas por el controlador de teclado Displaywriter y fue capaz de cambiar entre diseños de teclado dentro del menú de configuración. CCP/M-86 con BDOS 3.1 para Displaywriter también comenzó a desarrollarse en el cuarto trimestre de 1981, pero nunca se ofreció como producto oficial. Solo una compilación preliminar está disponible hoy.

### MS-DOS
CompuSystems, de Carolina del Sur, ofreció de forma independiente la versión 1.25 de MS-DOS. Debido a las limitaciones de la versión 1.25 de MS-DOS y el hardware de Displaywriter, el alcance de las aplicaciones que se pueden ejecutar se ve obstaculizado significativamente. Por lo demás, el lanzamiento es similar a los OEM de MS-DOS 1.25 realizados para otros sistemas de la época. El «Cargador de MS-DOS» escrito por CompuSystems ignora los resultados BAT de la ROM de Displaywriter y realiza su propia evaluación de hardware al cargar el sistema operativo. El soporte de la impresora se incluye a través de Ctrl-P pero DOS asume que la impresora es una 5218 alimentada por tractor.

## Hardware y programas integrados ROS
El hardware de Displaywriter, aunque en cierto modo comparable al IBM 5150, era casi completamente privativo. Los componentes electrónicos tienen un parecido físico con el hardware de nivel empresarial de IBM de la época y, de hecho, muchos componentes se han reciclado de otros sistemas, como ciertos chips de la marca IBM, el monitor (que es un terminal CRT 3101 con otro color), o las unidades de disco.

### Unidad electrónica
El diseño físico de la unidad electrónica del sistema, que es la carcasa en la que se monta el CRT, consta de una fuente de alimentación en la mitad, y en la otra mitad las placas que contienen diferentes funciones insertadas en un backplane con seis ranuras, etiquetadas A-F, que IBM llamaba como el tablero de distribución del sistema. El tablero de distribución del sistema no tiene lógica ni componentes propios. En su lugar, cada una de las placas que se insertan utilizan el tablero de distribución como una extensión del bus del sistema. La «placa del sistema», que se inserta en la ranura B del tablero de distribución, contiene la mayoría de las funciones que se esperarían en una placa base de PC, que incluyen: reloj, procesador, ROS («Read Only Storage», también conocido como ROM), adaptador de teclado, controlador de interrupciones y controlador de acceso directo a memoria. Sin embargo, la RAM no forma parte de la placa del sistema y, en cambio, está conectada como una placa discreta en la ranura E y, en algunos casos, también en la ranura F. El controlador de disco no está ubicado dentro de la unidad electrónica y, en cambio, está ubicado dentro de la unidad que contiene el unidades de disquete. Además, con algunas configuraciones de comunicaciones, el adaptador de comunicaciones también se encuentra dentro de la unidad de disco flexible. Estas dos cosas requerían la extensión del bus del sistema fuera de la unidad electrónica a través de un cable a la unidad de discos. Hay un conector adicional en el reverso de la placa del sistema que facilita esto. La ranura A de la placa de distribución contendrá la placa de comunicaciones cuando no esté ubicada en la unidad de disco. La ranura C contendrá una placa de función y la ranura D siempre contiene la placa adaptadora de pantalla.
El Displaywriter contenía, en ese momento, amplias funciones de autocomprobación que se almacenaban en chips ROS (ROM) en la «placa del sistema».
Si bien era privativo, el hardware de Displaywriter estaba destinado a ser configurable para adaptarse a las necesidades de la organización que solicitaba la máquina, y ofrecía múltiples opciones de configuración y placas de funciones adicionales. Placas de funciones incluidas: una placa de emulación 3277, una placa de conexión 3274/3276, una placa para compartir impresoras, una placa de módem EIA externa única, una palca de módem EIA externa doble, una placa de comunicaciones X.21, una placa de comunicaciones de dispositivo local, un placa gráfica Chartpack y una placa de expansión de memoria. Las opciones de configuración adicionales incluyeron una pantalla de 25 o (orientada verticalmente) de 66 líneas, una o dos unidades de disco, unidades de disco de 1 o 2 lados, un Modelo F Tipo B o de resorte tipo A, y configuraciones de RAM entre 128 y 448 KB.
«Un sistema básico, que consta de una pantalla con un teclado similar a una máquina de escribir, una unidad lógica, una impresora y un dispositivo para grabar y leer disquetes capaz de almacenar más de 100 páginas de texto promedio, cuesta US$7895 (equivalente a $29 195 en 2023), y alquilado por US$275 (equivalente a $1020 en 2023) al mes». El software de procesamiento de texto básico era Textpack E, con combinar correspondencia; Textpack 2 agregó soporte para discos de doble cara, redes, corrector ortográfico y spooling de impresión; Textpack 4 agregó separación por sílabas automático, columnas y una combinación más sofisticada; y Textpack 6 agregó notas al pie y esquemas automáticos. Otras opciones incluyen diccionarios multilingües, gráficos e informes.

## Recepción y Ventas
A diferencia de otras soluciones distribuidas de IBM, como System/23, 5520 e 5280, que fracasaron y tuvieron ventas limitadas, el Displaywriter fue inicialmente un éxito modesto. Tom Willmott, director de programas de usuario de International Data Corporation a principios de la década de 1980, calculó que se habían enviado aproximadamente 200 000 unidades en los primeros dos años desde que Displaywriter salió a la venta al público. La recepción inicial de Displaywriter también fue favorable. El software Textpack, especialmente Textpack 4 y 6 con soporte multitarea y macros, tenía funciones de procesamiento de texto que se consideraban avanzadas en ese momento, y se informó que la interfaz de usuario era fácil de navegar. Los discos de 8" en ese momento eran más baratos, menos propensos a la corrupción de datos y podían contener más datos que los disquetes contemporáneos de 320k de 5 1/4". Sin embargo, la línea de computadoras personales de IBM, que salió al mercado en 1981, tuvo cifras de ventas aún mejores en el mismo período y, a medida que el mercado de PC y clones se disparó, las ventas de Displaywriter cayeron rápidamente a casi cero en los Estados Unidos a fines de 1983. Según Computerworld Magazine, un técnico anónimo había instalado más de 200 estaciones de trabajo Displaywriter entre 1982 y 1983, pero solo un total de 11 en 1984. En ese momento, se había anunciado e introducido el software DisplayWrite para la línea de PC y, de manera crítica, una PC costaba alrededor de US$5000 (equivalente a $15 296 en 2023) en ese momento, mientras que un Displaywriter totalmente equipado podía costar hasta US$14 000 (equivalente a $42 828 en 2023). Para la mayoría de las empresas, una IBM PC o una compatible con PC era la elección obvia.

## Displaywriter
El éxito inicial de Displaywriter, junto con el impulso de IBM en 1984 para unificar sus productos de automatización de oficinas, llevó a IBM a desarrollar un software paralelo al Textpack de Displaywriter para la línea PC, la línea System/36 y la línea S/370. Este software, denominado DisplayWrite (con W mayúscula), tenía funciones mejoradas en comparación con los paquetes de texto de Displaywriter, como la integración de archivos ASCII, la edición de archivos ASCII, y mayor compatibilidad con impresoras, pero con menús similares al software Textpack. Inicialmente había tres niveles de DisplayWrite, que según IBM eran comparables a Textpack 4< y 6, pero con la retirada de Displaywriter del mercado, las características de DisplayWrite finalmente reemplazaron a Textpack ya que la compatibilidad con DisplayWrite continuó hasta 2015.
También hubo software paralelo adicionales del software Displaywriter lanzado como software complementario para DisplayWrite, con el «Diccionario de ortografía extendido» obteniendo un lanzamiento paralelo como «DisplayWrite Legal Support» y el software Displaywriter Bisynchronous Communications obteniendo un lanzamiento paralelo como «DisplayComm Binary Synchronous Communications». El software DisplayComm actuó como una plataforma de unificación de documentos entre los sistemas IBM PC, System/36, S/370, Displaywriter y 5520, y fue capaz de conectar un sistema compatible en esas líneas de productos a otro sistema compatible con el fin de intercambiar cualquier documentos entre los dos.
El Displaywriter básico era un sistema independiente. Estaba disponible opcionalmente una unidad de gestión y almacenamiento central, que permitía que varios Displaywriters compartieran el almacenamiento y una impresora. Las conexiones a otros sistemas de IBM incluían:
- programa de emulación IBM 3278 [2] para conectar a controladores IBM 3274/3276, IBM 4321/4331 o IBM 4701.
- Programa de emulación IBM 3277 para conectar a controladores IBM 3271, 3272 o 3274.
- Conexión a sistemas IBM 8100 que utilizan DPCX/DOSF.
- Programa IBM Displaywriter/PC Attachment en disquetes de 8 pulgadas y cable que conecta el puerto de la tarjeta magnética del Displaywriter al puerto de comunicaciones asincrónicas de una IBM PC XT, lo que permite al usuario transferir datos.